# Distrito de Waldshut
El distrito de Waldshut (en alemán: Landkreis Waldshut) es uno de los distritos alemanes (Kreise) del estado de Baden-Wurtemberg. Está ubicado en el extremo sur de Baden entre la Selva Negra y el Rin, la frontera con Suiza.

## Ciudades y municipios
- Ciudades:

1. Bad Säckingen
2. Bonndorf
3. Laufenburg
4. St. Blasien
5. Stühlingen
6. Waldshut-Tiengen
7. Wehr

- Municipios:

1. Albbruck
2. Bernau
3. Dachsberg
4. Dettighofen
5. Dogern
6. Eggingen
7. Görwihl
8. Grafenhausen
9. Häusern
10. Herrischried
11. Höchenschwand
12. Hohentengen
13. Ibach
14. Jestetten
15. Klettgau
16. Küssaberg
17. Lauchringen
18. Lottstetten
19. Murg
20. Rickenbach
21. Todtmoos
22. Ühlingen-Birkendorf
23. Weilheim (Baden)
24. Wutach
25. Wutöschingen